# Sebastian Eriksson
Sebastian Eriksson (sinh ngày 31 tháng 1 năm 1989) là một cầu thủ bóng đá người Thụy Điển thi đấu cho IFK Göteborg ở vị trí tiền vệ.

## Sự nghiệp quốc tế
Trong lúc ở IFK Göteborg, anh có 5 lần khoác áo cho Thụy Điển, khởi đầu với trận thắng giao hữu 1–0 trên sân khách trước Oman vào ngày 20 tháng 1 năm 2010. Anh đá thêm 2 trận giao hữu nữa trong chuyến du đấu ở Nam Phi vào tháng 1 năm 2011, và 2 lần cuối cùng là ở Giải đấu Quốc tế Síp vào tháng 2 năm đó.

## Thống kê sự nghiệp

### Câu lạc bộ
Tính đến 31 tháng 10 năm 2015
| Câu lạc bộ          | Mùa giải            | Giải vô địch | Giải vô địch | Cúp     | Cúp       | Châu lục | Châu lục  | Tổng cộng | Tổng cộng |
| Câu lạc bộ          | Mùa giải            | Số trận      | Bàn thắng    | Số trận | Bàn thắng | Số trận  | Bàn thắng | Số trận   | Bàn thắng |
| ------------------- | ------------------- | ------------ | ------------ | ------- | --------- | -------- | --------- | --------- | --------- |
| IFK Göteborg        | 2007                | 0            | 0            | 1       | 0         | —        | —         | 1         | 0         |
| IFK Göteborg        | 2008                | 17           | 1            | 5       | 1         | 4        | 0         | 26        | 2         |
| IFK Göteborg        | 2009                | 25           | 1            | 4       | 1         | 2        | 0         | 31        | 2         |
| IFK Göteborg        | 2010                | 26           | 1            | 1       | 0         | 0        | 0         | 27        | 1         |
| IFK Göteborg        | 2011                | 13           | 2            | 3       | 1         | —        | —         | 16        | 3         |
| IFK Göteborg        | Tổng cộng           | 81           | 5            | 14      | 3         | 6        | 0         | 101       | 8         |
| Cagliari            | 2011–12             | 1            | 0            | 0       | 0         | —        | —         | 1         | 0         |
| Cagliari            | 2012–13             | 8            | 0            | 2       | 0         | —        | —         | 10        | 0         |
| Cagliari            | 2013–14             | 20           | 0            | 0       | 0         | —        | —         | 20        | 0         |
| Cagliari            | 2014–15             | 0            | 0            | 0       | 0         | —        | —         | 0         | 0         |
| Cagliari            | Tổng cộng           | 29           | 0            | 2       | 0         | 0        | 0         | 31        | 0         |
| IFK Göteborg        | 2015                | 27           | 2            | 5       | 1         | 4        | 0         | 36        | 3         |
| IFK Göteborg        | Tổng cộng           | 27           | 2            | 5       | 1         | 4        | 0         | 36        | 3         |
| Tổng cộng sự nghiệp | Tổng cộng sự nghiệp | 137          | 7            | 21      | 4         | 10       | 0         | 168       | 11        |

### Quốc tế
Tính đến 10 tháng 1 năm 2016
| Đội tuyển quốc gia | Năm       | Số trận | Bàn thắng |
| ------------------ | --------- | ------- | --------- |
| Thụy Điển          | 2010      | 1       | 0         |
| Thụy Điển          | 2011      | 4       | 0         |
| Thụy Điển          | 2016      | 2       | 0         |
| Tổng cộng          | Tổng cộng | 7       | 0         |

## Danh hiệu

### Câu lạc bộ
IFK Göteborg
- Cúp bóng đá Thụy Điển: 2008, 2014–15
- Siêu cúp bóng đá Thụy Điển: 2008